# Station Étalans
Station Étalans is een spoorweghalte in de Franse gemeente Étalans.
Het wordt bediend door de treinen van de TER Bourgogne-Franche-Comté op de verbinding Besançon - La Chaux-de-Fonds
Het stationsgebouw kreeg een nieuwe bestemming.